# Locomotiva FS R.600
La locomotiva FS R.600 a vapore deriva dalla ridenominazione delle Kuk HB Vlc7. Si trattava di macchine tipo Mallet, articolate a doppia espansione, scartamento ridotto austro-ungarico da 760 mm, espressamente concepite per il traino di pesanti tradotte militari su linee montane. Ordinate nel 1916 a Henschel & Sohn di Kassel, prestarono servizio sulla linea della val di Fiemme. 

## Storia e caratteristiche
Altre unità, visto l'evolversi della situazione bellica, vennero dirottate su altre linee montane a scartamento ridotto dell'Impero austro-ungarico. È accertato l'arrivo a Ora (provincia di Bolzano) di almeno dieci unità delle 46 costruite. L'esercizio delle imperial regie ferrovie dell'esercito termina nel 1918, prosegue dal 1919 al 1928 con le Ferrovie dello Stato e infine la linea viene portata a scartamento metrico, elettrificata ed esercita dalla FEVF (Ferrovia Elettrica della Val di Fiemme) dal 1929 alla chiusura.
Il maggior utilizzo delle macchine a vapore avviene quindi sotto l'esercizio FS. A partire dal 1929, due macchine restano come riserva alla FEVF per i lavori di elettrificazione e vengono modificate portandone lo scartamento a 1000 mm. Otto macchine sono poi cedute alle Ferrovie Meridionali Sarde con aumento dello scartamento a 950 mm, seguite poi da un'altra macchina che viene adattata da 1000 mm a 950 mm. L'unica macchina rimasta in Val di Fiemme (classificata 6036) si rende protagonista di uno spettacolare servizio spazzaneve nel 1933, quando tutti i locomotori elettrici non possono essere utilizzati cause frequenti interruzioni della linea aerea (in tale servizio straordinario la macchina a vapore mette a frutto anche la maggior massa disponibile rispetto ai locomotori elettrici). 
La peculiarità di queste macchine sta soprattutto nella potenza disponibile. Si consideri per confronto una classica locotender FS a scartamento ordinario come la Gr. 940; essa è capace di circa 980 CV a fronte di una lunghezza di circa 13 m. Ebbene, la locotender R.600 in meno di 11 m era in grado di erogare circa 560 CV con una caldaia avente circa metà diametro (in virtù dello scartamento a 760 mm) rispetto alla 940, perdipiù costruita quasi dieci anni dopo rispetto alla R.600.